# 영흥면

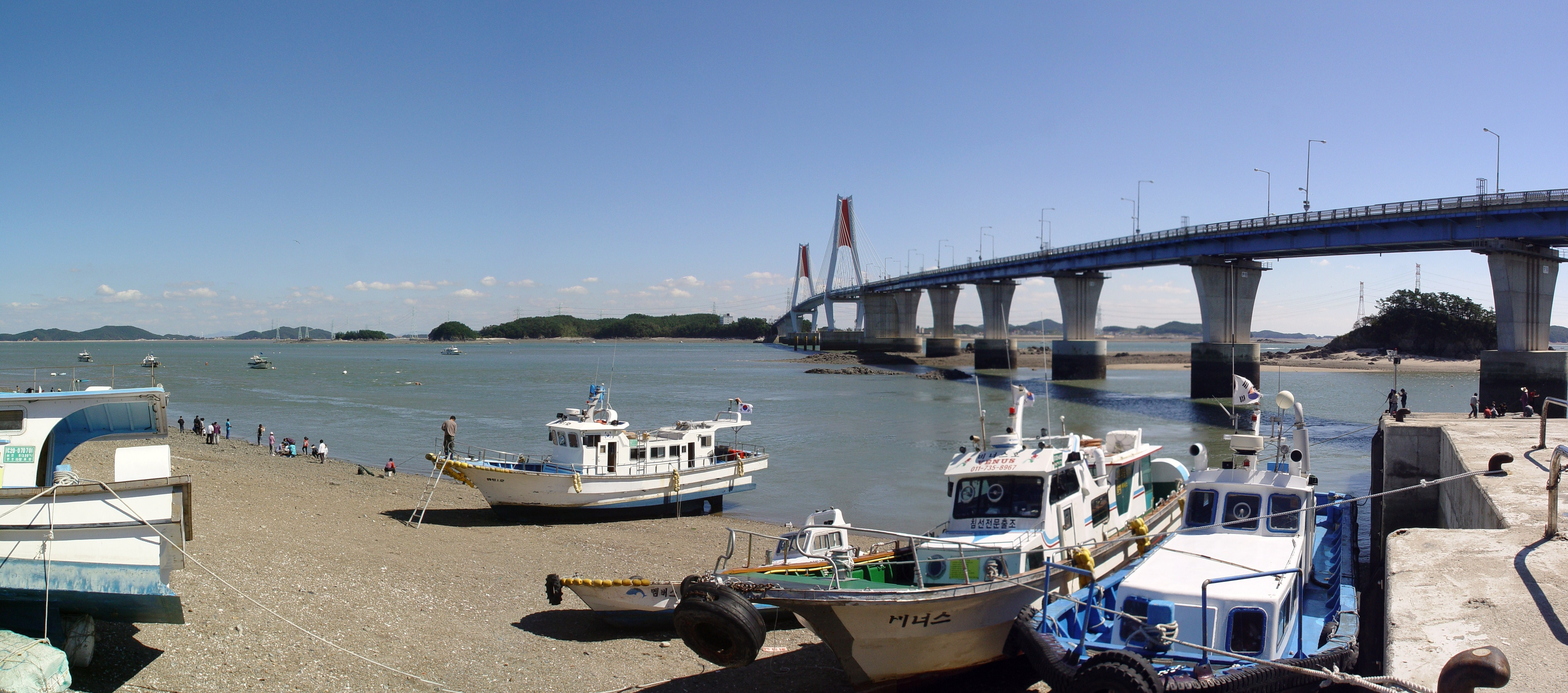
영흥도와 선재도를 이어주는 영흥대교의 모습

영흥면(靈興面)은 대한민국 인천광역시 옹진군의 영흥도와 선재도가 속한 면이다. 넓이는 26.69 km2이고, 인구는 2022년 12월 말 주민등록 기준으로 6,653 명이다.

## 역사
- 남양군 영흥면
- 1914년 4월 1일 : 부천군 영흥면으로 개편하였다.[1]
- 1973년 7월 1일 : 옹진군 영흥면으로 개편하였다.[2]
- 1983년 2월 15일 : 자월리, 이작리를 신설된 자월면에 편입하였다.[3]
- 1995년 3월 1일 : 인천광역시에 편입되었다.[4]

## 행정 구역
| 법정리 | 한자명 | 행정리                                          | 비고            |
| ------ | ------ | ----------------------------------------------- | --------------- |
| 내리   | 內里   | 내1리, 내2리, 내3리, 내4리, 내5리, 내6리, 내7리 | 면사무소 소재지 |
| 선재리 | 仙才里 | 선재1리, 선재2리, 선재3리                       |                 |
| 외리   | 外里   | 외1리, 외2리, 외3리                             |                 |

## 교육 기관
- 공립 영흥어린이집
- 영흥초등학교 (내리)
  - 선재분교 (폐교) - 영흥면 선재로34번길 197 (선재리)
- 내리초등학교 (폐교) - 영흥면 영흥북로 228 (내리)
- 영흥중학교 (내리) - 1999년까지는 내동로 183 (내리 / 現 서울시향교재단 연수원)에 있었다.
- 인천영흥고등학교 (내리)

## 관할 섬
- 영흥도
- 선재도
- 측도

## 같이 보기
- 영흥면의 공영버스
- 영흥로